# Глобальна стратегія

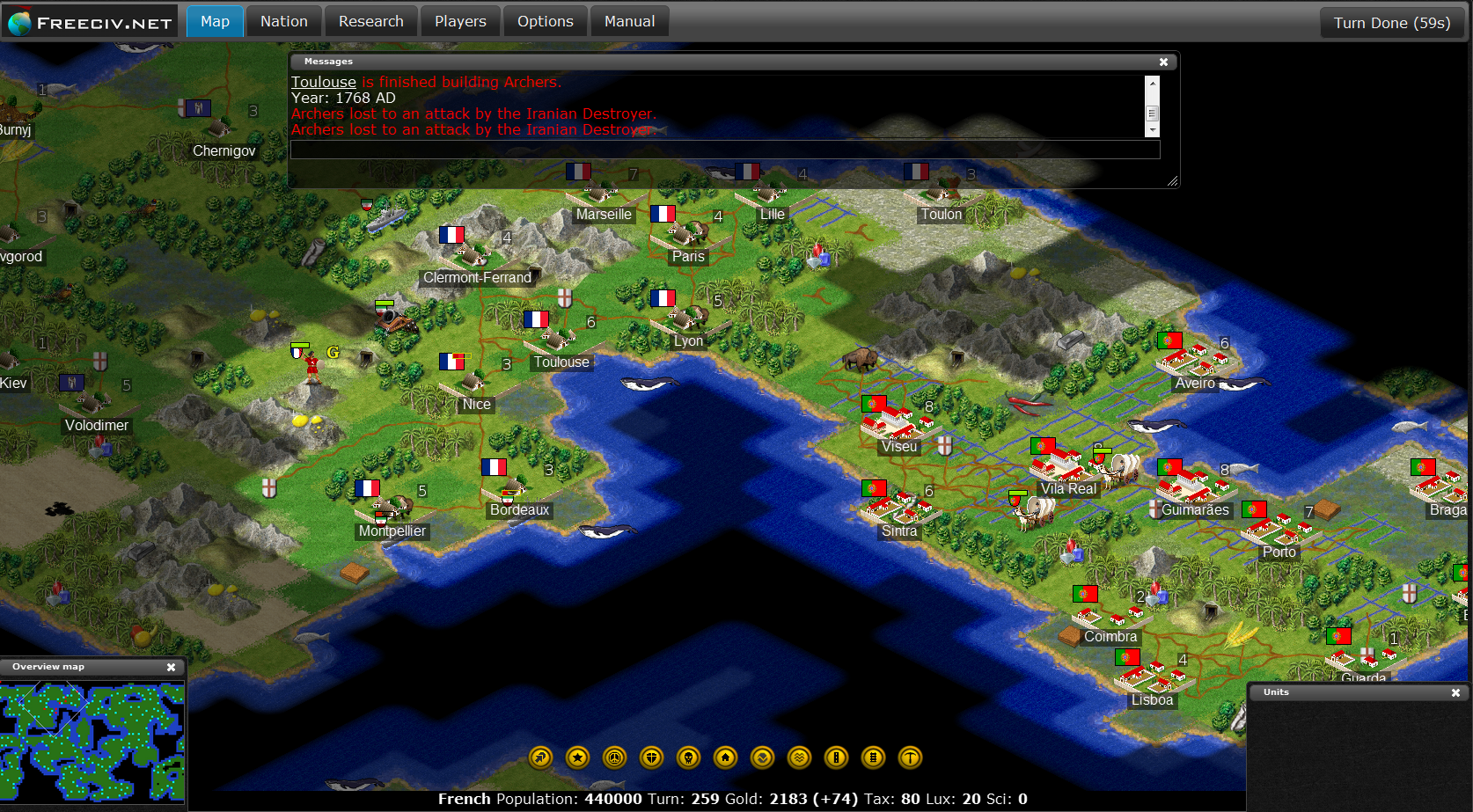
Freeciv є прикладом глобальної стратегії про розвиток цивілізації

Глоба́льна страте́гія у відеоіграх — піджанр стратегічних відеоігор, в іграх якого гравець бере на себе роль правителя у великому масштабі: країни, імперії, планети чи галактики. Англомовна назва жанру, 4X, зображує чотири основні складові ігрового процесу: explore, expand, exploit, exterminate. Термін 4X вперше використав Алан Емрік у своєму огляді гри Master of Orion для журналу Computer Gaming World у 1993 році, і який с того часу став використовуватися для ігор схожих за дизайном.
Ранні глобальні стратегії розвивалися під впливом настільних ігор і текстових пригод. Класично ігри цього жанру є покроковими, хоча деякі аспекти, наприклад бої, можуть відбуватися в реальному часі.

## Ознаки жанру

Масштаби глобальних стратегій можуть бути навіть галактичними (Stellaris)

Глобальні стратегії мають чотири основних особливості ігрового процесу, які в поєднанні з покроковим режимом і глобальністю дій відрізняють цей жанр від інших:
- Explore (укр. досліджуй) — гравець початково має обмежені знання про навколишній світ, тому повинен досліджувати його, здійснювати розвідку. Це дає змогу дізнатися особливості місцевості навколо, наявність ресурсів, присутність ворогів і союзників. Нерозвідані території зазвичай приховані «туманом війни», що виглядає як темрява або затінення.
- Expand (укр. розширюй) — щоб конкурувати з противниками, гравець мусить розширювати підконтрольні території. Це може відбуватися заселенням нічийних територій, будівництвом міст, завоюванням чиїхось володінь.
- Exploit (укр. експлуатуй) — для розвитку підконтрольних володінь необхідно користуватися природними та людськими ресурсами на них. Це передбачає кількісну і якісну розбудову економіки, культури, вивчення та впровадження вдосконалень.
- Exterminate (укр. знищуй) — кінцевою метою є перевершити противників у тому аспекті, який забезпечує перемогу. Ранні 4x-стратегії передбачали тільки знищення противників у війні, в пізніших з'явилися такі можливості здобути перемогу як досягти вершин розвитку науки, навернути противників у свою релігію, виконати ключове завдання. Наприклад, у грі Civilization гравець виграє, якщо зможе розвинути свою цивілізацію і запустити космічний корабель до Альфи Центавра.

## Найвизначніші ігри
- Серія Civilization
- Серія Total War
- Серія Crusader Kings
- Серія Master of Orion
- Серія Space Empires
- Endless Legend
- Stellaris
- Серія Hearts of Iron
- Серія Europe Universalis